# گویدو ده روسو
گویدو ده روسو (ایتالیایی: Guido De Rosso؛ زادهٔ ۲۸ سپتامبر ۱۹۴۰) دوچرخه‌سوار اهل ایتالیا است.